# Rayon de soleil (chanson)
Pour les articles homonymes, voir Rayon de soleil.
Singles de William Baldé
Sweet Lady
(2008)
Rayon de soleil est le premier single du chanteur français William Baldé, sorti en juin 2008, extrait de l'album En corps étranger.
En France, la chanson entre directement à la 1re place des ventes de singles qu'elle occupe durant neuf semaines consécutives. Elle devient le tube de l'été 2008. Elle se classe également no 1 en Belgique, et 24e en Suisse.
C'est une rencontre avec Christophe Maé qui a ouvert des possibilités d'enregistrement à William Baldé. Ayant sympathisé, William Baldé se voit proposé d'assurer la première partie de Christophe Maé au moment où celui-ci remplit les salles dans ses tournées. Devant l'accueil en salles, la maison de disque lui propose d'enregistrer un album. Celui-ci est intitulé En corps étranger. Et le premier titre est Rayon de soleil.

## Liste des titres
CD single
1. Rayon de soleil — 3:39
2. Yönn-gui — 5:08
3. Rayon de soleil (clip vidéo)

## Classements
| Charts                                  | Position |
| --------------------------------------- | -------- |
| Belgique (Wallonie Ultratop 50 Singles) | 1        |
| France (SNEP)                           | 1        |
| Suisse (Schweizer Hitparade)            | 24       |